# Муки-Каксинское (сельское поселение)
Муки-Каксинское — упразднённое муниципальное образование со статусом сельского поселения в Сюмсинском районе Удмуртии Российской Федерации.
Административный центр — село Муки-Какси.

## История
Статус и границы сельского поселения установлены Законом Удмуртской Республики от 15 ноября 2004 года № 61-РЗ «Об установлении границ муниципальных образований и наделении соответствующим статусом муниципальных образований на территории Сюмсинского района Удмуртской Республики».
К 18 апреля 2021 года было упразднено в связи с преобразованием района в муниципальный округ.

## Население
| 2010 | 2012 | 2013 | 2014 | 2015 | 2016 | 2017 |
| ---- | ---- | ---- | ---- | ---- | ---- | ---- |
| 682  | ↘668 | ↘649 | ↘641 | ↘624 | ↘607 | ↘597 |
| 2018 | 2019 | 2020 |      |      |      |      |
| ↘582 | ↘565 | ↘538 |      |      |      |      |

## Состав сельского поселения
| № | Населённый пункт | Тип населённого пункта       | Население |
| - | ---------------- | ---------------------------- | --------- |
| 1 | Красный Яр       | деревня                      | ↘8        |
| 2 | Муки-Какси       | село, административный центр | ↘254      |
| 3 | Полянка          | деревня                      | ↗1        |
| 4 | Сюрек            | деревня                      | ↘0        |
| 5 | Сюрек            | железнодорожная станция      | ↘405      |